# تپه شهر سوخته ۱۹۱
تپه شهرسوخته ۱۹۱ مربوط به هزاره سوم قم است و در شهرستان زابل، بخش شیب آب، دهستان لوتک، روستای حومه شهر سوخته، ۱۱/۹ کیلومتری جنوب شرقی پایگاه باستان‌شناسی شهر سوخته واقع شده و این اثر در تاریخ ۱۵ اسفند ۱۳۸۵ با شمارهٔ ثبت ۱۷۹۶۴ به‌عنوان یکی از آثار ملی ایران به ثبت رسیده است.